# Fidei donum

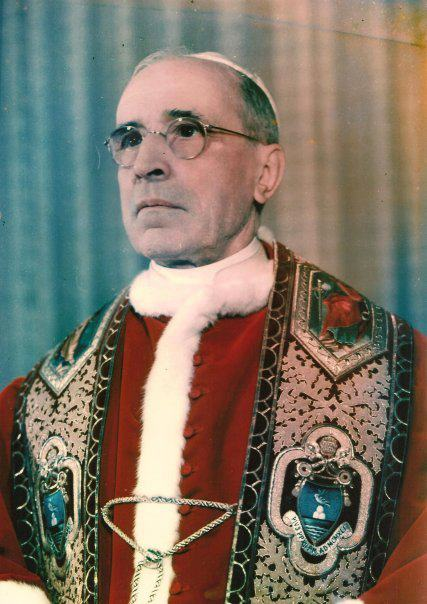
Portrait du pape Pie XII.

Fidei donum (« le don de la foi » en latin) est une encyclique publiée le 21 avril 1957 par  Pie XII. Dans ce texte, le pape demande aux évêques d'autoriser leurs prêtres diocésains à répondre aux appels des missions d'outremer, notamment en Afrique et en Amérique latine, tout en restant attachés à leur diocèse d'origine et quitte à y revenir après plusieurs années. Ils sont communément appelés prêtres « Fidei donum ». Dans certains pays occidentaux, en raison de la baisse des vocations, les évêques font désormais appel à des prêtres Fidei donum d’outremer.

## Statistiques
Entre 1957 et 1982, 950 prêtres français sont envoyés principalement en Afrique et en Amérique latine[réf. nécessaire] (80 prêtres français étaient en Amérique latine dès 1966, dont le jésuite français Pierre Bigo, le Belge Joseph Comblin ou Charles Antoine, ce qui favorisera d'ailleurs l'influence en Europe de la théologie de la libération).

## Meurtres et enlèvements
Le 18 juillet 1976, le prêtre ardéchois Gabriel Longueville que Jean Hermil, évêque de Viviers, avait « prêté » au diocèse argentin de La Rioja, au titre de Fidei donum, fut assassiné à Chamical.
Le 5 février 2006, le prêtre italien Andrea Santoro Fidei donum, 61 ans, a été tué de deux balles dans le dos alors qu'il priait dans son église à Trabzon, en Turquie. La justice turque enquête sur des liens entre cet assassinat et le réseau néofasciste Ergenekon.
Le 13 novembre 2013, le prêtre français Georges Vandenbeusch est enlevé par l'organisation Boko Haram au Cameroun. Il est libéré le 31 décembre 2013.
À la Conférence des évêques de France, un service dépendant de la Mission universelle prend en charge les demandes de prêtres désirant partir pour l'étranger au titre de Fidei donum.

## Prêtres africains en Europe et aux Etats-Unis
Il y a 2 500 prêtres africains détachés en France, pour des périodes généralement de 3 ou 6 ans. Ces missions temporaires, motivées par des manques de vocations en France, interviennent dans le cadre de contrats entre les évêques concernés, conformément à l'encyclique Fidei donum. 
Toutefois, il arrive qu'à la fin de la période de la mission, certains prêtres ne reviennent pas dans leur pays d'origine, ce qui provoque l'ire de leurs évêques, qui a été commentée par Ignace Bessi Dogbo. Les prêtres africains peuvent être tentés de conserver une meilleure rémunération dans les paroisses occidentales, et il peut aussi arriver que des évêques occidentaux souhaitent leur attribuer un poste permanent. Dans certains cas des déviations ont été observées, comme des transferts d'argent vers leurs paroisses d'origine. Plusieurs cas de prêtres du Cameroun ne revenant pas des Etats-Unis ont été observés à partir de 2018, ce qui aurait l'inconvénient de dégarnir surtout les diocèses des régions les plus pauvres d'Afrique, avec dans un cas 7 prêtres concernés sur un effectif total de 30 prêtres du diocèse.